# Nokia Asha 202
Nokia Asha 202 är en Series 40-baserad mobiltelefon med fysisk knappsats från Nokia som annonserades 27 februari 2012 vid Mobile World i Barcelona.
Asha 202 är i stora drag en kopia av Asha 203 – som lanserades samtidigt – men har även en sekundär kortplats för ett extra SIM-kort.